# El Salvador en los Juegos Olímpicos de Barcelona 1992
El Salvador estuvo representado en los Juegos Olímpicos de Barcelona 1992 por cuatro deportistas, tres hombres y una mujer, que compitieron en tres deportes.
La portadora de la bandera en la ceremonia de apertura fue la nadadora María José Marenco. El equipo olímpico salvadoreño no obtuvo ninguna medalla en estos Juegos.